# Hua Guofeng
Hua Guofeng (Chinees: 華國鋒 / 华国锋, Hanyu pinyin: Huà Guófēng) is het pseudoniem van Su Zhu (Chinees: 苏铸). (Hua Guofeng (Jiaxiang: Shanxi, 山西交城县) (Jiaocheng (Shanxi), 16 februari 1921 – Peking, 20 augustus 2008) was door Mao Zedong gekozen als opvolger voor de functies van leider van de Chinese Communistische Partij (CCP) en hij werd premier van de Volksrepubliek China.
Hua nam deel aan de Tweede Chinees-Japanse Oorlog en de Lange Mars.
Hua was getrouwd met Han Zhijun en zij hadden samen drie kinderen. Hij wordt beschouwd als een ietwat naïeve, maar goedaardige transitiefiguur (1976 - 1978) in de Chinese historieschrijving.

## Premier
Na de dood van Zhou Enlai in januari 1976 werd Hua premier van de Volksrepubliek China. Mao benoemde hem ook tot vice-voorzitter van de partij. Mao overleed enige maanden later op 9 september 1976. Hua volgde hem op, tot verbazing van Mao's weduwe Jiang Qing en de andere leden van wat bekend werd als de Bende van Vier. Hij gaf opdracht voor de bouw van een mausoleum voor Mao.
Hua probeerde een gematigde hervorming door te voeren en een deel van de excessen van beleid rond de Culturele Revolutie om te keren. Vanwege zijn aandrang om de maoïstische gedachte voort te zetten en de weigering om grootschalige hervormingen door te voeren, werd hij echter geconfronteerd met verzet in de hogere regionen van de partij.

### Het uitschakelen van de Bende van Vier
Na de dood van Mao bestond het hoogste machtsorgaan van het land, het Politburo-comité, uit Hua Guofeng, Ye Jianying, Zhang Chunqiao en Wang Hongwen; Ye was in semi-pensionering en Zhang en Wang maakten deel uit van de Bende van Vier.
Hua contacteerde Ye dagen na de dood van Mao om plannen te bespreken over de Bende van Vier. Ye was voor Mao's dood gedesillusioneerd geraakt door de Bende en de twee kwamen snel tot een akkoord om tegen de Bende samen te zweren. De twee kregen steun van Wang Dongxing, die het bevel voerde over de elite-eenheid 8341, evenals andere leidende figuren op het Politburo, waaronder Wu De en Chen Xilian. Zij bespraken verschillende manieren om de Bende uit te schakelen, waaronder het houden van een vergadering van het Politburo of van het Centrale Comité om hen via een gevestigde partijprocedure te verdrijven, maar het idee werd niet uitgevoerd omdat het Centrale Comité indertijd bestond uit veel aanhangers van de Bende. Uiteindelijk besloot de groep om geweld te gebruiken.
De leden van de Bende werden op 6 oktober 1976 gearresteerd. Hua had Zhang Chunqiao, Wang Hongwen en Yao Wenyan opgeroepen voor een bijeenkomst in Zhongnanhai, ogenschijnlijk om het vijfde deel van Mao's 'Geselecteerde Werken' te bespreken. Ze werden gearresteerd toen ze de bijeenkomst in Huairen binnenliepen. Volgens Hua's eigen herinnering aan de gebeurtenissen waren hij en maarschalk Ye de enige twee leiders die aanwezig waren op de 'samenkomst', in afwachting van de komst van de leden van de Bende van Vier. Bij de arrestatie van elk van de drie heeft Hua persoonlijk de reden voor hun detentie bekendgemaakt. Hua zei dat ze zich bezighielden met 'anti-partij en antisocialisme'-daden en 'samenzwoeren om de macht te grijpen'. Jiang Qing en Mao Yuanxin werden gearresteerd in hun respectievelijke woningen.
Een groep onder leiding van Geng Biao bezette in het hoofdkwartier de propaganda afdeling van de partij, waar de Bende de leiding aan gaf. Een andere groep werd uitgezonden om Shanghai, de belangrijkste regionale machtsbasis van de bende, te stabiliseren. Op een Politburo-bijeenkomst die de volgende dag werd gehouden nam Hua Guofeng de functie op van voorzitter van het CPC-Centraal Comité en de Centrale Militaire Commissie.

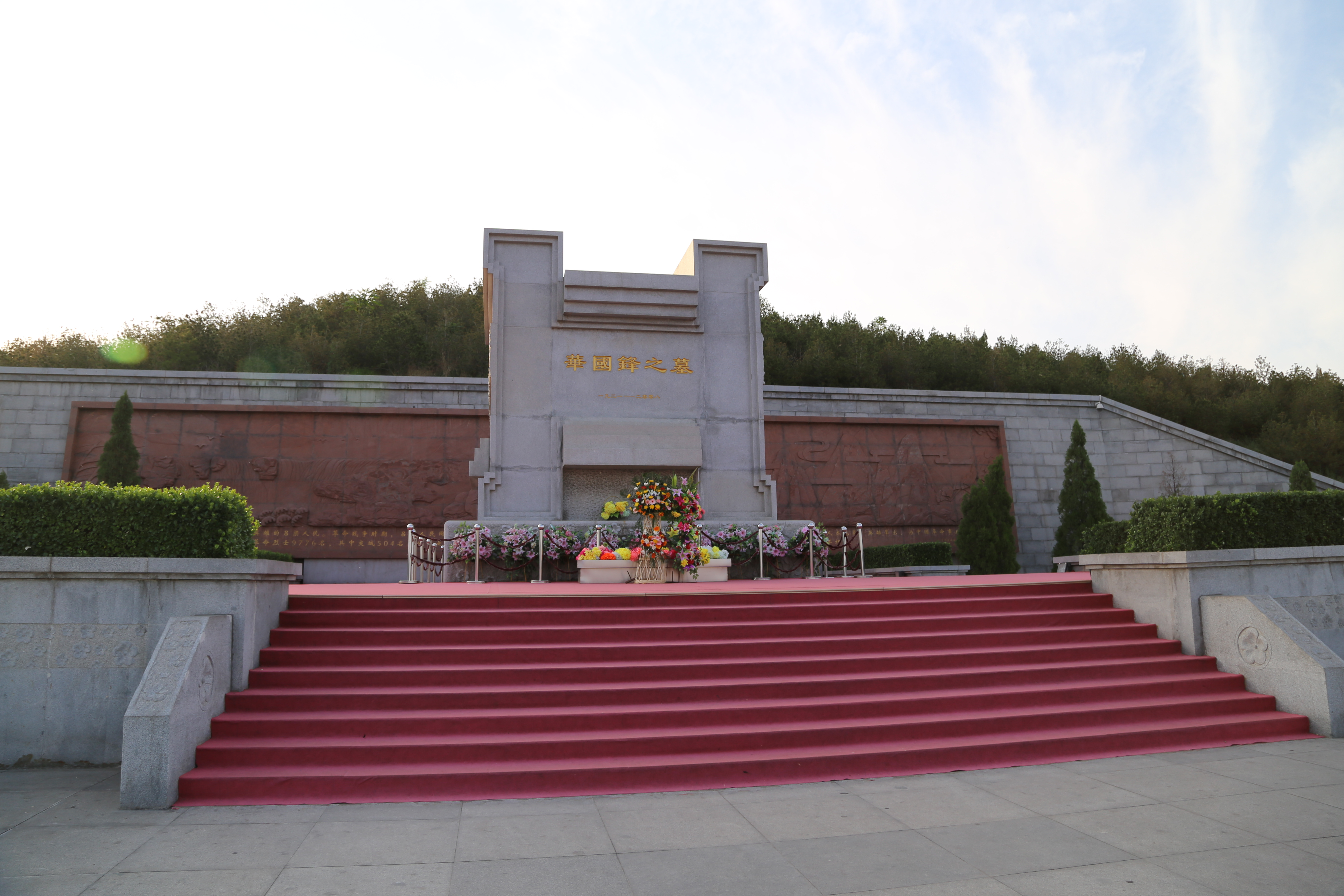
Tombe van Hua Guofeng

## Aftocht
In december 1978 dwong een groep veteranen onder leiding van Deng Xiaoping, een pragmatische hervormer, Hua van de macht, maar stond hem toe een aantal titels te behouden. Hua vervaagde geleidelijk aan in politieke obscuriteit, maar bleef aandringen op de juistheid van maoïstische principes. Hij wordt herinnerd als een grotendeels goedaardige overgangsfiguur in de moderne Chinese politieke geschiedenis. Hij beëindigde de Culturele Revolutie en brak de macht van de Bende van Vier. Hij maakte de weg vrij voor Deng Xiaoping. Na enkele jaren dwong Deng Xiaoping hem op een vriendelijke manier met pensioen te gaan.
- Bibsys: 90688227
- CiNii: DA13548545
- Gemeinsame Normdatei: 118553976
- International Standard Name Identifier: 0000 0001 0901 5215
- Library of Congress Control Number: n81018950
- National Archives and Records Administration: 10569783
- Bibliotheek van het Japanse parlement: 00622290
- Nationale bibliotheek van Australië: 36730677
- Nationale Bibliotheek van Israël: 987007272302105171
- Nederlandse Thesaurus van Auteursnamen: 287508773
- SNAC: w69f2vhx
- Système universitaire de documentation: 08510440X
- Trove: 1438543
- Virtual International Authority File: 52481387
- WorldCat: E39PBJjXpjtyQRjqvxKRWwQKBP